# Independent Wrestling Association
Independent Wrestling Association (IWA) ist der Name eines Veranstaltungs-Banners, mit dem in der Vergangenheit unabhängige Wrestling-Promotionen in den Vereinigten Staaten und Kanada veranstalten. Dort sind sie territorial gegliedert. Allein in den USA existieren fünf Organisationen, und in Kanada eine, die unter diesem Banner veranstalteten. Heute besteht nur noch ein aktiver Bestandteil der IWA.
Aber auch in Europa, in der Schweiz, gab es kurzfristig eine Wrestling-Promotion, die unter diesem Namen veranstaltete.

## Stileinrichtung
In der IWA werden heute sowohl technisch hochwertiges High-Flying-Wrestling als auch äußerst brutal angelegte Hardcore- und Death-Matches gezeigt.

## Offizielle Gliederungen

### Independent Wrestling Association Mid-South (IWA Mid-South, IWA MS; 1996–2022)

#### 1996–2000
1996 gründete Ian Rotten nach seiner Entlassung von ECW eine eigene Promotion, die den Namen Independent Wrestling Association Mid-South (verschiedentlich nach den Territorien auch als Independent Wrestling Association [Indiana/Kentucky] bezeichnet), die ihren Firmensitz in Louisville (Kentucky) hatte. Die erste Veranstaltung fand bereits am 6. April gleichen Jahres in New Albany (Indiana) statt.
Bereits am 10. Oktober 1996 veranstaltete IWA Mid-South die erste der späteren wöchentlichen Tournaments, die in Louisville stattfanden.
Am 3. April 1997 führte IWA Mid-South ihre eigene Heavyweight Championship ein.
Seit ihrer Etablierung sah sich IWA Mid-South als Vertreterin des „wahren Hardcore-Wrestling“ und trat damit in Gegensatz zu ECW und ab 1999 zu CZW, welche denselben Anspruch erhoben.
IWA Mid-South galt als Vorreiterin der heutigen Deathmatches, da sie das Hardcore-Wrestling auf ein neues Level der Gewalt und Brutalität hob: Sie war eine der ersten US-amerikanischen Promotionen, in denen Leuchtstoffröhren, elektrisch aufgeladenen sowie brennenden Stacheldraht verwendet wurden.
Die seit 1999 bestehende Konkurrenz zwischen Rotten (als Besitzer von IWA Mid-South Wrestling) und Zandig als CZW-Besitzer begann verschärft, als Ersterer das von IWA-MS ausgerichtete Tournament IWA MS – King Of The Death Matches gewinnen und sich im Independent Circle als Undisputed King of Hardcore nennen durfte. Zudem schloss sich IWA Mid-South der NWA noch 1999 als Local Promotion an.

#### 2000–2009
Das Jahr 2000 stellte einen besonderen Höhepunkt in der Geschichte von IWA Mid-South dar: Aufgrund einiger Vorfälle mit der States Athletics Commission of Kentucky war Rotten gezwungen, seine Aktivitäten ins benachbarte Charlestown (Indiana) zu verlegen. Zudem begann dieser, seine bisherige Wrestling-Auslegung zu modifizieren: IWA Mid-South verpflichtete zum einen mehrere technisch orientierte Wrestler wie Sabu, Chris Hero, Colt Cabana und CM Punk. Zum anderen holte Rotten Dave Prazak in sein Team, machte diesen zum Hauptmanager, Ringsprecher und Kommentator. Im Rahmen der NWA ließ er zudem den damaligen Inhaber der NWA Worlds Heavyweight Championship (Sabu) bei einem Tournament der IWA Mid-South gegen Hero verteidigen.
Nach dem Bankrott von ECW und deren Eingliederung in die WWE (Sommer 2001) bookte Rotten eine Reihe ehemaliger ECW-Wrestler, deren Vertrag nicht von WWE übernommen wurde: Darunter waren Hardcore-Legenden wie The Sandman, Balls Mahoney und exelente Techniker wie Jerry Lynn, Sabu und Chris Candido. Dadurch änderte sich der Wrestlingstil von IWA-MS drastisch, da nun der Schwerpunkt auf technisches Wrestling verlagert wurde und nun auch Fans des Lucha-Libre-Stils oder des japanisch-geprägten Strong-Style gebunden werden konnten.
2002 verlegte IWA Mid-South offiziell ihren Firmensitz nach Clarksville (Indiana) und zwischen 2003 und 2007 veranstaltete sie hauptsächlich in Indiana und Illinois. Mit der bisher verfeindeten CZW wurden inzwischen gemeinsame Storylines (IWA-Invasion) ausgearbeitet, welche die bestehende Fehde zwischen Zandig und Rotten am 28. Juni 2003 in Dover (Delaware) beenden sollte: Bei CZW Extreme Death Match Challenge 8 tauchten Ian und Axel Rotten mit drei ihrer besten Hardcore-Wrestlern bei diesem Tournament auf und forderten Zandigs Wrestler heraus. Zudem debütierte auf Seiten von IWA-MS JC Bailey, welcher rasch in der Indenpent-Szene zu einer gewissen Ringgröße aufsteigen sollte. Mit dieser Invasionsstory gingen CZW und IWA-MS enge Geschäftsbeziehungen ein, da Wrestler der zwei Promotionen regelmäßig auch in den jeweiligen Shows eingebunden wurden.
IWA Mid-South geriet während dieser Zeit mehrmals in Zahlungsschwierigkeiten. So auch 2007. Daher legte sie in diesem Jahr eine geplante Pause ein, welche sie dann mit ihrer 500 Veranstaltung am 1. März 2008 beendete.
Am 21. Juni 2008 kam es im Tournament IWA Queen Of The Death Match in Sellersburg (Indiana) zum Skandal: Mike Levy, ein unerfahrener Independent-Wrestler aus North Carolina, wurde fürs Halbfinale gegen die gebookte Siegerin Mickie Knuckles verpflichtet. Während des Matches shootete Levy gegen Knuckles und verpasste dieser u. a. einen Kopfstoß, sodass diese eine große Beule an der Stirn davontrug. Rotten und die Wrestler Tank, Devon Moore und Rottens damaliger minderjähriger Sohn Christoph (der heute unter dem Namen J. C. Rotten antritt), attackierten Levy massiv, der letztlich blutüberströmt den Veranstaltungsort verließ. Dieser Vorfall löste behördliche Reaktionen aus, die aber ohne rechtliche Folgen blieben. Laut Rotten sei alles Teil einer mit Levy abgesprochenen Storyline gewesen.
Doch blieben die finanziellen Probleme der Promotion bestehen, da die Ausgaben von IWA Mid-South stets höher als deren Einnahmen waren: Am 26. August 2009 gab Rotten bekannt, dass IWA-MS ihren Betrieb nach der Veranstaltung Kings of the Crimsons Mask (28. August) einstellen würde, da alle Geldreserven aufgebraucht seien. Zudem gab der kurzfristige Mit-Promotor Fannin bekannt, dass er sich vom Wrestling zurückzöge und legte seine Posten in IWA Mid-South nieder.
Am 3. November 2009 verkündete Rotten, dass IWA Mid-South mit kleinerem Budget erneut Veranstaltungen durchführen werde, beginnend mit Chapter 2: In The Beginning, welche am 20. November stattfinden würde.

#### 2010–2011
In der Zeit zwischen 2010 und 2020 veranstaltete IWA Mid-South weiter monatliche Veranstaltungen.
Doch aufgrund erneuter Zahlungsschwierigkeiten konnte am 11. September 2010 das Tournament IWA Mid-South Kings Of The Crimson Mask 3 in Bellevue (Illinois) noch soeben durchgeführt werden und im März 2011 gab Rotten bekannt, dass IWA Mid-South mit sofortiger Wirkung geschlossen sein und bot deren Ring über Internetportale zum Kauf an.
Im Juli 2011 verkaufte Rotten zudem die Namensrechte an die IWA-Fans Vince Jones, Kevin Adams und Mike Miller, welche IWA Mid-South weiterbetrieben und weitere kleinere Showveranstaltungen darboten.
Im September 2011 kehrte IWA-MS zu ihrem jährlichen Tournament King Of The Deach Match zurück. Etwas später schloss IWA Mid-South erneut ihre Pforten wegen Zahlungsschwierigkeiten. Sie sollte nun bis Juli 2013 pausieren.

#### 2013–2022
Im Juli 2013 verkündete Rotten, dass er erneut unter dem Banner von IWA Mid-South veranstalten würde und mit Vince Jones einen Mit-Promotor besaß. In Memphis (Indiana) bezog IWA Mid-South im Memphis Trading Post ein ständiges Veranstaltungsquartier, wo sie wöchentlich zwei Shows veranstalteten.
Nach dem Tod von Axl Rotten (2016) bezog IWA Mid-South in New Albany (Indiana) ihr Quartier in der Axl-Rotten-Gedenkhalle, wo sie überwiegend veranstaltete.
Rottens Zahlungsmoral eskalierte am 13. Juni 2022, als der damalige Heavyweight und Junior Heavyweight Champion Jake Crist Rotten öffentlich beschuldigte, diesen seit einem Monat nicht bezahlt zu haben. Aus Protest zündete Crist die Tasche an, in der die beiden Meisterschaftsgürtel waren. Dessen Kollegen, John Wayne Murdoch und Satu Jinn kündigten daraufhin an, dass sie nicht am bevorstehenden King Of The Death Match 2002 teilnehmen würden. Abrupt kündigte IWA Mid-South einen Tag später auf ihrer damaligen Facebook-Seite an, dass alle bevorstehenden Shows und Tournaments abgesagt seien; seit diesem Tag pausiert IWA-MS wieder und gilt als inaktiv.

### Independent Wrestling Association East-Coast (IWA East-Coast, IWA EC; 2004–2021)
Am 5. Oktober 2004 gründete der Wrestler Mad Man Pondo die Independent Wrestling Association East-Coast (IWA-EC), nachdem dieser im Rahmen eines Wrestlingseminars auch eine Show namens The Battle of the Butchers durchgeführt hatte.
Die IWA-EC umfasste das NWA-Territorium West Virginia und sah sich als Schwesterorganisation der IWA-MS. Firmensitz wurde South Charleston (West Virginia), welcher später nach Dunkbar verlegt wurde.
Die Promotion führte regelmäßig Tournaments und Shows durch und besaß auch eigene Titel.
Eines der bekanntesten Events war Master Of Pain, welches 2008 vom deutschen Wrestler Thumbtack Jack gewonnen wurde. Ihre letzte Veranstaltung hatte IWA-EC am 12. Juni 2021. Seitdem gilt die Promotion als inaktiv, genauer gesagt als geschlossen.

### Independent Wrestling Association Deep-South (IWA Deep-South, IWA DS; 2005–heute)
Die Independent Wrestling Association Deep-South wurde 2005 vom Promotor Kevin Brennan gegründet. Ihren Firmensitz hat sie in Childersburg (Alabama).
Ihre Wurzeln liegen in der im Oktober 2002 im Rahmen der National Wrestling Alliance etablierten NWA Alabama Pro Wrestling, musste sich jedoch aufgrund eines Namensstreits in NWA Xtreme umbenennen und reorganisieren.
Seit 2005 veranstaltete NWA Xtreme auch unter dem Banner von IWA DS und sah sich mit der von Ian Rotten aufgestellten IWA MS als verfeindet. Brannen hatte damit für Hardcore- und Deathmatch-Fans eine äußerst brutal angelegte Storyline ausgearbeitet. Das neue Banner wurde rasch in den US-amerikanischen Independent Circle eingebunden. So richtete die Promotion noch im selben Jahr mit Full Throttle Wrestling in Elkmont (Alabama) ein gemeinsames Tournament namens IWA Deep-South – King of the Death Matches aus.
Im Juni 2006 schloss Brannen die NWA Xtreme und veranstaltet seitdem nur noch unter dem IWA-Banner. Seit Februar und Mai gleichen Jahres verfügt IWA DS über zwei eigene Titel.
Das Hauptevent stellt heute der Carnage Cup dar, ein äußerst brutal inszeniertes Deathmatch-Tournament. Im Herbst 2008 musste Brannen IWA DS aufgrund von Finanzproblemen schließen und gab seinerzeit das Ende des von IWA DS auf dem Message-Board der IWA MS bekannt.
2009 reaktivierte Brannen IWA DS und veranstaltete anfänglich nur alle acht Wochen. Heute wird seit geraumer Zeit nur noch vierteljährlich ein bis drei Shows abgehalten.
2015 fiel offiziell der Vollname der Promotion weg und diese agiert nur noch unter dem Kürzel IWA Deep-South.

### Independent Wrestling Association Tri-State (IWA Tri-State, IWA Vintage, 2008–2013)
Die IWA Tri-State wurde im März 2008 in Sewell (New Jersey) durch den Wrestler Atticus Rheinghns mit Unterstützung von IWA Mid-South gegründet. Firmensitz war Stratfort (New Jersey).
Ihr Debüt feierte IWA Tri-State mit der Veranstaltung IWA Tri-State Tradition Reborn, die am 18. August gleichen Jahres durchgeführt wurde. Eine für September angesetzte Show wurde jedoch nicht mehr durchgeführt und man führte familiäre Gründe vonseiten des Veranstalters an.
2010 wurde die Promotion für ein Jahr im Rahmen der NWA als National Wrestling Alliance Vintage (NWA Vintage) reorganisiert und pausierte ab 2011 wieder. 2013 wurde IWA Tri-State im Rahmen der IWA als Banner IWA Vintage neu aufgestellt: Am 22. Juni gleichen Jahres führte diese die Debüt-Show IWA Vintage durch, adaptierte die WWGP Championship als ihren Titel und stellte nach dieser Show ihren Betrieb wieder ein.
Insgesamt veranstaltete diese Promotion vier Events.

### Anarchy Championship Wrestling – Independent Wrestling Association Texas (Anarchy Championship Wrestling – IWA Texas; 2006–2020)
Anarchy Championship Wrestling (ACW) wurde Ende 2006 vom kanadischen Wrestler Darin Childs als texanische Promotion gegründet und der Firmensitz war Austin (Texas). Co-Promotor war bis 2009 Jacob Ladder.
Die erste Veranstaltung mit dem Namen ACW/IWA Texas Guilty by Association fand am 14. Januar 2007 in San Antonio. Unter anderem fehdeten dort Ian Rotten, Drake Younger und Mickie Knuckles gegen ACW-Wrestler. Seit jener Zeit agierte ACW unter dem Banner von ACW – IWA Texas, verschiedentlich auch unter dem Namen IWA Texas – ACW.
Diese Wrestlingorganisation galt als die autonomste unter den bekannten IWA-Verbänden, da sie in aller Regel unter eigenem Namen und Logo ihre Eigenständigkeit betonte und die Bezeichnung „IWA Texas“ nur als Namenszusatz führte.
2009 endete die Zusammenarbeit mit der Independent Wrestling Association und Childs übernahm die alleinige Leitung von ACW, nachdem Ladder die Promotion verlassen hatte.
2020 schloss ACW ihre Pforten und 2022 veräußerte Childs die Namensrechte an die texanische Promotion Heart Of Texas Wrestling, die verschiedentlich einzelne ACW-Titel in ihren Shows aufgreift und dort auskämpfen lässt.

### IWA Switzerland (IWA CH; 2005–2007)
Die IWA Switzerland war eine europäische Promotion, die 2005 in der Schweiz als Nachfolger-Organisation der eingestellten Swiss Wrestling Federation gegründet wurde. Firmensitz war Schindellegi.
Bereits am 25. August desselben Jahres richtete die IWA Switzerland mit IWA Switzerland Revolution ihr erstes Event aus. Nach insgesamt acht Shows wurde die IWA Switzerland 2007 eingestellt. Die IWA Mid-South führte sie noch Jahre später als offiziellen Bestandteil der Independent Wrestling Association auf ihrer Homepage auf.
Der bekannteste Vertreter der IWA Switzerland ist der ehemalige IWA Switzerland Heavyweight Champion „Double C“, der auch bei anderen IWA-Gliederungen gebookt wurde und welcher auch einen hohen Bekanntheitsgrad durch seine Matches in wXw, Ring of Honor und der CZW erlangte und schließlich als „Cesaro“ von WWE verpflichtet wurde.

### IWA Ontario All Pro Wrestling (2008–2009)
Zwischen 2008 und 2009 bestand in Kanada mit Ontario All Pro Wrestling (OAPW) eine von den US-amerikanischen Promotionen IWA Mid-South und East-Coast anerkannte Gliederung der Independent Wrestling Association. Ihr erstes Event fand am 20. Januar 2008 statt und es folgten insgesamt vier Shows; die letzte fand am 24. Mai 2009 statt und im Anschluss daran wurde der Betrieb eingestellt und die Promotion geschlossen.

## Roster
Wie allgemein im Independent Circle üblich, verfügten die Gliederungen der Independent Wrestling Association über kein festes Roster. Lediglich Titelträger und Wrestler, die auch offizielle Funktionen innehatten, verfügten über Festverträge. Der restliche Kader wurde nach Bedarf gebookt. Allein die ACW – IWA Texas verfügte über ein größeres und eigenständiges Roster.

## Zusammenarbeit mit anderen Promotionen
Die Independent Wrestling Association arbeitete während ihres Bestehens mit zahlreichen Wrestling-Promotionen zusammen. Das galt national wie auch international. Neben der ehemaligen Konkurrenz-Promotion CZW wurde auch mit der seinerzeit zur NWA gehörenden Extreme Canadian Championship Wrestling (ECCW, heute Elite Canadian Championship Wrestling) zusammengearbeitet. Bekanntestes ECCW-Beispiel stellte die Wrestlerin LuFisto dar, die regelmäßig von der IWA verpflichtet wurde. Für zahlreiche ausländische Wrestler stellten die Verbände der IWA ein Karrieresprungbrett in die US-amerikanische Wrestling-Szene dar.
Überdies gab es eine Zusammenarbeit mit der Joppa (Maryland) beheimateten Promotion Maryland Championship Wrestling (heute MCW Pro Wrestling): Von dieser stammten zahlreiche Wrestler wie DJ Hyde (heute Besitzer von CZW), Ruckus und Sabian. Von CZW entliehen sich IWA-Verbände Wrestler wie WHACKS, Necro Butcher, Nick Cage, Drake Younger oder Danny Havoc. Von der mit der CZW verbundenen Promotion CHIKARA stammte beispielsweise Chris Hero, der zuvor in der CZW verpflichtet war.
IWA-Wrestler wurden auch von großen Wrestling-Federations wie der TNA verpflichtet. So auch die CZW/IWA-Wrestlerin Mickie Knuckles, die in deren Valet-Roster Knockouts geführt wurde. Von der TNA stammten der in der IWA auftretende Wrestler Jay Lethal, der dort mehrfach als „Black Machismo“ (eine Randy-Savage-Parodie) auftrat.
In Deutschland (wXw, GSW) und Japan (Big Japan) waren ebenfalls zahlreiche IWA-Wrestler verpflichtet worden und diese schickten zum größten Teil ihre Hardcore-Wrestler zu Veranstaltungen der IWA.